# Copa Colsanitas 2021
Copa Colsanitas 2021 byl tenisový turnaj pořádaný jako součást ženského okruhu WTA Tour, který se odehrával v usaquénském Country Clubu na otevřených antukových dvorcích. Probíhal mezi 5. až 11. dubnem 2021 v kolumbijském hlavním městě Bogota jako dvacátý třetí ročník turnaje.
Turnaj s rozpočtem 235 238 dolarů patřil do kategorie WTA 250. Nejvýše nasazenou hráčkou ve dvouhře se stala čtyřicátá devátá tenistka světa Čeng Saj-saj z Číny. Jako poslední přímá účastnice do singlové soutěže nastoupila 165. hráčka žebříčku, Španělka Cristina Bucșová.
Ročník 2020 byl zrušen pro pandemii covidu-19. V důsledku platných koronavirových opatření a vývoji infekce se turnaj hrál bez diváků.
První trofej na okruhu WTA Tour vybojovala 19letá Kolumbijka María Camila Osoriová Serranová, která se jako 180. hráčka žebříčku stala nejníže postavenou šampionkou od Gasparjanové na Tashkent Open 2018. Čtyřhru ovládla francouzsko-americká dvojice Elixane Lechemiová a Ingrid Neelová, jejíž členky na túře WTA získaly premiérové trofeje.

## Distribuce bodů a finančních odměn

### Distribuce bodů
| Soutěž  | vítězky | finalistky | semifinalistky | čtvrtfinalistky | 16 v kole | 32 v kole | Q  | Q2 | Q1 |
| ------- | ------- | ---------- | -------------- | --------------- | --------- | --------- | -- | -- | -- |
| dvouhra | 280     | 180        | 110            | 60              | 30        | 1         | 18 | 12 | 1  |
| čtyřhra | 280     | 180        | 110            | 60              | 1         | —         | —  | —  | —  |

### Finanční odměny
| Soutěž                                | vítězky  | finalistky | semifinalistky | čtvrtfinalistky | 16 v kole | 32 v kole | Q2      | Q1      |
| ------------------------------------- | -------- | ---------- | -------------- | --------------- | --------- | --------- | ------- | ------- |
| dvouhra                               | 29 200 $ | 16 398 $   | 10 100 $       | 5 800 $         | 3 675 $   | 2 675 $   | 1 950 $ | 1 270 $ |
| čtyřhra                               | 10 300 $ | 6 000 $    | 3 800 $        | 2 300 $         | 1 750 $   | —         | —       | —       |
| částky ve čtyřhře jsou uváděny na pár |          |            |                |                 |           |           |         |         |

## Ženská dvouhra

### Nasazení
| Stát                           | Hráčka                   | WTA  | Nasazení |
| ------------------------------ | ------------------------ | ---- | -------- |
| Čína                           | Čeng Saj-saj             | 53.  | 1.       |
| Španělsko                      | Sara Sorribesová Tormová | 58.  | 2.       |
| Nizozemsko                     | Arantxa Rusová           | 84.  | 3.       |
| Dánsko                         | Clara Tausonová          | 96.  | 4.       |
| Slovinsko                      | Tamara Zidanšeková       | 97.  | 5.       |
| Itálie                         | Jasmine Paoliniová       | 101. | 6.       |
| Česko                          | Tereza Martincová        | 105. | 7.       |
| Čína                           | Wang Ja-fan              | 106. | 8.       |
| Žebříček WTA k 22. březnu 2021 |                          |      |          |

### Jiné formy účasti
Následující hráčky obdržely divokou kartu do hlavní soutěže:
- Emiliana Arangová
- María Camila Osoriová Serranová
- Jessica Plazasová

Následující hráčky postoupily z kvalifikace:
- Lara Arruabarrenová
- Giulia Gatto-Monticoneová
- Nuria Párrizasová Díazová
- Chloé Paquetová
- Daniela Seguelová
- Harmony Tanová

### Odhlášení
před zahájením turnaje
- Caroline Garciaová → nahradila ji  Leonie Küngová
- Kaja Juvanová → nahradila ji  Irina Baraová
- Nadia Podoroská → nahradila ji  Sachia Vickeryová
- Majar Šarífová → nahradila ji  Viktorija Tomovová
- Nina Stojanovićová → nahradila ji  Astra Sharmaová
- Patricia Maria Țigová → nahradila ji  Mihaela Buzărnescuová

## Ženská čtyřhra

### Nasazení
| Stát                                                                       | Hráčka                | Stát       | Hráčka                  | WTA  | Nasazení |
| -------------------------------------------------------------------------- | --------------------- | ---------- | ----------------------- | ---- | -------- |
| Nizozemsko                                                                 | Arantxa Rusová        | Slovinsko  | Tamara Zidanšeková      | 122. | 1.       |
| Austrálie                                                                  | Arina Rodionovová     | Nizozemsko | Rosalie van der Hoeková | 171. | 2.       |
| Rumunsko                                                                   | Mihaela Buzărnescuová | Německo    | Anna-Lena Friedsamová   | 181. | 3.       |
| Spojené království                                                         | Naomi Broadyová       | Čína       | Čeng Saj-saj            | 183. | 4.       |
| Žebříček WTA k 22. březnu 2021; číslo je součtem umístění obou členek páru |                       |            |                         |      |          |

### Jiné formy účasti
Následující páry obdržely divokou kartu do hlavní soutěže:
- Emiliana Arangová /  María Camila Osoriová Serranová
- Jessica Plazasová /  Antonia Samudiová

### Odhlášení
před zahájením turnaje
- Kaitlyn Christianová /  Sabrina Santamariová → nahradily je  Beatrice Gumulyová /  Jessy Rompiesová
- Sara Sorribesová Tormová /  Nadia Podoroská → nahradily je  Emina Bektasová /  Tara Mooreová

## Přehled finále

### Ženská dvouhra
- María Camila Osoriová Serranová vs.  Tamara Zidanšeková, 5–7, 6–3, 6–4

### Ženská čtyřhra
- Elixane Lechemiová /  Ingrid Neelová vs.  Mihaela Buzărnescuová /  Anna-Lena Friedsamová, 6–3, 6–4